# Apanohuaya Flumen
L'Apanohuaya Flumen è una struttura geologica della superficie di Titano.